# Бенкендорф, Павел Константинович
Граф Павел Константинович Бенкендорф (нем. Paul Leopold Johann Stephan Graf von Benckendorff; 29 марта (10 апреля) 1853, Берлин — 28 января 1921, Нарва) — генерал-адъютант, генерал от кавалерии, обер-гофмаршал из рода Бенкендорфов. Младший брат дипломата А. К. Бенкендорфа.

## Биография
Сын генерал-адъютанта Константина Константиновича Бенкендорфа и его супруги Луизы Филипповны, урождённой княжны де Круа. Учился в Пажеском корпусе. Служил в Кавалергардском полку. Во время русско-турецкой войны служил на кавказском фронте.
После окончания войны принят на придворную службу. Генерал-адъютант (1905). Генерал от кавалерии (1912). Обер-гофмаршал императорского двора, принадлежал к ближайшему окружению Николая II. Член Государственного совета. Член императорского яхт-клуба.
Во время Февральской революции находился в Александровском дворце рядом с императрицей Александрой Фёдоровной и царскими детьми. После ареста Николая II и его семьи находился под арестом вместе с ними, и расстался с Николаем II и его семьёй, когда они были сосланы в Тобольск. Написал воспоминания о царской семье.
В 1921 году получил разрешение на выезд из Советской России и эмигрировал в Эстонию, но в дороге заболел и умер в Нарве.
Бенкендорфам принадлежало имении в Сосновке.
В усадьбе Бенкендорфов Сосновке Моршанского уезда Тамбовской губернии имелся ценный архив, относящийся к XVIII—XIX вв. После Октябрьской революции русские книги были переданы в местную библиотеку-читальню. Архив и остальные книги в 1920 г. перевезены в Москву. Архив поступил в Центральный государственный архив Октябрьской революции и Центральный государственный архив древних актов, отдел рукописей Румянцевской библиотеки. Книги — в Румянцевскую библиотеку и Библиотеку иностранной литературы.

В фонде ЦУНБ выявлено одно издание конца XIX в. с книжными знаками графа П. К. Бенкендорфа, поступившие в 1919 г. в составе библиотеки барона Б. Э. фон Нольде из ГПБ.
- В службу вступил (17.10.1871)[3]
- Корнет гвардии (26.11.1872)
- Поручик (04.04.1876)
- Флигель-адъютант (1878)
- Штабс-ротмистр (30.08.1880)
- Ротмистр (30.08.1886)
- Полковник (28.03.1893)
- Генерал-майор (01.04.1901)
- Генерал-адъютант (1905)
- Генерал-лейтенант (22.04.1907)
- Генерал от кавалерии (02.04.1912)

- Орден Святой Анны 4-й ст. (1878);
- Орден Святого Владимира 4-й ст. с мечами и бантом (1878);
- Золотое оружие «За храбрость» (20.12.1879);
- Орден Святого Станислава 2-й ст. (1882);
- Орден Святой Анны 2-й ст. (1888);
- Орден Святого Владимира 3-й ст. (1894);
- Орден Святого Станислава 1-й ст. (1899);
- Орден Святой Анны 1-й ст. (1902);
- Орден Святого Владимира 2-й ст. (1904);
- Орден Белого Орла (1909);
- Орден Святого Александра Невского (ВП 22.03.1915).

иностранные:
- Прусский Орден Красного Орла 3 ст. (1881)
- Австрийский Орден Леопольда кавалерский крест (1881)
- Датский Орден Данеброга командорский крест 2 класса (1882)
- Греческий Орден Спасителя командорский крест (1882)
- Прусский Орден Короны 2 ст. (1883)
- Австрийский Орден Франца Иосифа командорский крест (1884)
- Бриллиантовые знаки к прусскому Ордену Короны 2 ст. (1888)
- Вюртембергский Орден Фридриха командорский крест (1889)
- Датский Орден Данеброга командорский крест 1 класса (1894)
- Французский Орден Почетного легиона офицерский крест (1894)
- Мекленбург-Шверинский Орден Вендской короны 2 ст. (1894)
- Греческий Орден Спасителя большой командорский крест (1895)
- Сербский Орден Таковского креста 2 ст. (1895)
- Гессен-Дармштадтский Орден Филиппа Великодушного 2 ст. (1895)
- Ольденбургский Орден Заслуг герцога Петра-Фридриха-Людвига 2 ст. (1895)
- Саксен-Кобург-Готский Орден Саксен-Эрнестинского дома 2 ст. (1895)
- Люксембургский Орден Дубовой короны большой офицерский крест (1895)
- Баварский Орден Святого Михаила 2 ст. (1895)
- Итальянский Орден Короны Италии большой офицерский крест (1895)
- Австрийский Орден Леопольда командорский крест (1895)
- Вюртенбергский Орден Фридриха командорский крест 1 класса (1895)
- Шведский Орден Полярной звезды командорский крест 1 класса (1895)
- Гессен-Дармштадтский Орден Филиппа Великодушного командорский крест 1 класса (1895)
- Турецкий Орден Османие 1 ст. (1896)
- Китайский Орден Двойного Дракона 2 ст. 1 класса (1896)
- Бухарский Орден Благородной Бухары 1 ст. с алмазами (1896)
- Корона к Гессен-Дармштадтскому Ордену Филиппа Великодушного командорский крест 1 класса (1896)
- Сиамский Орден Белого слона 2 ст. (1896)
- Папский Орден Святого Григория Великого большой крест (1896)
- Мекленбург-Шверинский Орден Грифона большой крест (1896)
- Итальянский Орден Святых Маврикия и Лазаря большой офицерский крест (1896)
- Датский Орден Данеброга большой крест (1896)
- Гессен-Дармштадтский Орден Филиппа Великодушного большой крест (1896)
- Саксен-Веймарский Орден Белого сокола командорский крест (1896)
- Саксонский Орден Альбрехта командорский крест 1 класса (1896)
- Шведский Орден Полярной звезды большой крест (1896)
- Французский Орден Почетного Легиона большой офицерский крест (1896)
- Румынский Орден Короны большой крест (1896)
- Китайский Орден Двойного Дракона 2 ст. 2 класса (1896)
- Вюртембергский Орден Вюртембергской короны командорский крест (1896)
- Британский Королевский Викторианский орден большой командорский крест (1896)
- Монакский Орден Святого Карла большой офицерский крест (1896)
- Японский Орден Восходящего солнца 2 ст. (1896)
- Австрийский Орден Франца Иосифа большой крест (1897)
- Абиссинский Орден Печати Соломона 1 ст. (1898)
- Турецкий Орден Меджидие 1 ст. (1899)
- Бухарский Орден Короны государства Бухары с бриллиантами (1899)
- Прусский Орден Короны 1 ст. (1899)
- Болгарский Орден «За гражданские заслуги» 1 ст. с бриллиантами (1900)
- Саксен-Кобург-Готский Орден Саксен-Эрнестинского дома большой крест (1900)
- Греческий Орден Спасителя большой крест (1901)
- Ольденбургский Орден Заслуг герцога Петра-Фридриха-Людвига большой крест (1902)
- Японский Орден Восходящего солнца 1 ст. (1902)

## Семья

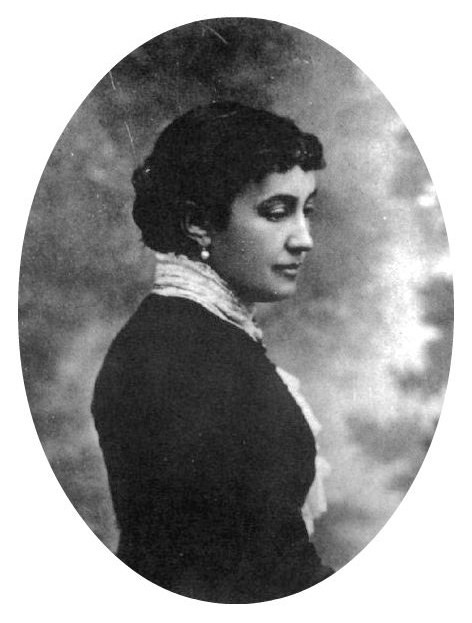
Мария Сергеевна

Жена (с 29 сентября 1897 года) — княгиня Мария Сергеевна Долгорукова (14.12.1846—1936), фрейлина двора, дочь князя Сергея Алексеевича Долгорукова от его брака с графиней Марией Александровной Апраксиной. Мария Сергеевна в первом браке (с 25 августа 1863 года) была женой непосредственного начальника Бенкендорфа князя Александра Васильевича Долгорукова (1839—1876), «горького пьяницы и буйного под пьяную руку», убитого на дуэли, и имела от него дочь Ольгу и сыновей — Александра и Василия. Поздний её брак с Бенкендорфом был бездетным.
В молодости отличалась удивительной красотой. «С выражением небожителя, — писал граф С. Д. Шереметев, — это было видение Царскосельского дворца, в её кротких, стыдливо опущенных глазах все казалось так мирно и светло». За заслуги мужа 25 марта 1912 года была пожалована в кавалерственные дамы ордена Св. Екатерины меньшего креста. В 1917 году при арестованном императоре жила в Царском Селе. В ожидании разрешения на выезд из страны провела три года с мужем в Петрограде. В феврале 1921 года они уехали в Эстонию. Потеряв мужа и сыновей, в одиночестве графиня Бенкендорф добралась до Рима, где жила её внучка. Последние годы провела в Ницце, где и умерла.

## Сочинения
- Бенкендорф П. К. Краткая история Лейб-гвардии Гусарского Его Величества полка. — СПб.: Тип. д-ра М. А. Хана, 1880.— 18 с[7].